# Roberto Frizzo
Roberto Frizzo (Milano, 23 luglio 1946) è un chitarrista e musicista italiano.
Durante gli anni sessanta e settanta, si afferma come session man richiesto da noti artisti e formazioni italiane. Nella sua carriera, stringe amicizia con Joe Cusumano, Demetrio Stratos, Franco Cerri, Ghigo Agosti, Bruno De Filippi, Vittorio Giuliani, il figlio Roberto Giuliani e personalità del jazz milanese .

## La carriera musicale
Quindicenne, durante il 1961, si esibisce in piccoli locali di Milano con Paolo Querin, Micky Caruso e Alfonso Spadoni.
Nel 1962 troviamo nel suo gruppo un giovanissimo Demetrio Stratos. Demetrio Stratos forma il Young Quintet che esordisce e suona pianta stabile al Bar del Dom (antico Bar di Piazza Duomo a Milano).
Il passo successivo di Frizzo arriva nel 1963 al Santa Tecla, Intra's Club di Milano e altri locali milanesi. Successivamente è al fianco dei Vascelli e dei Camaleonti, con loro partecipa all'inaugurazione di altri due celebri locali milanesi: il Paips e il Piper.
Dal 1963 al 1965 è chitarrista con I Grifoni, il gruppo che accompagna Gian Pieretti, con cui partecipa a concerti alla Capannina di Viareggio e incisioni discografiche.
Dal 1966 al 1969 ha occasione di affermarsi nella band Ghigo e i Goghi di Ghigo Agosti, quindi altre incisioni discografiche.

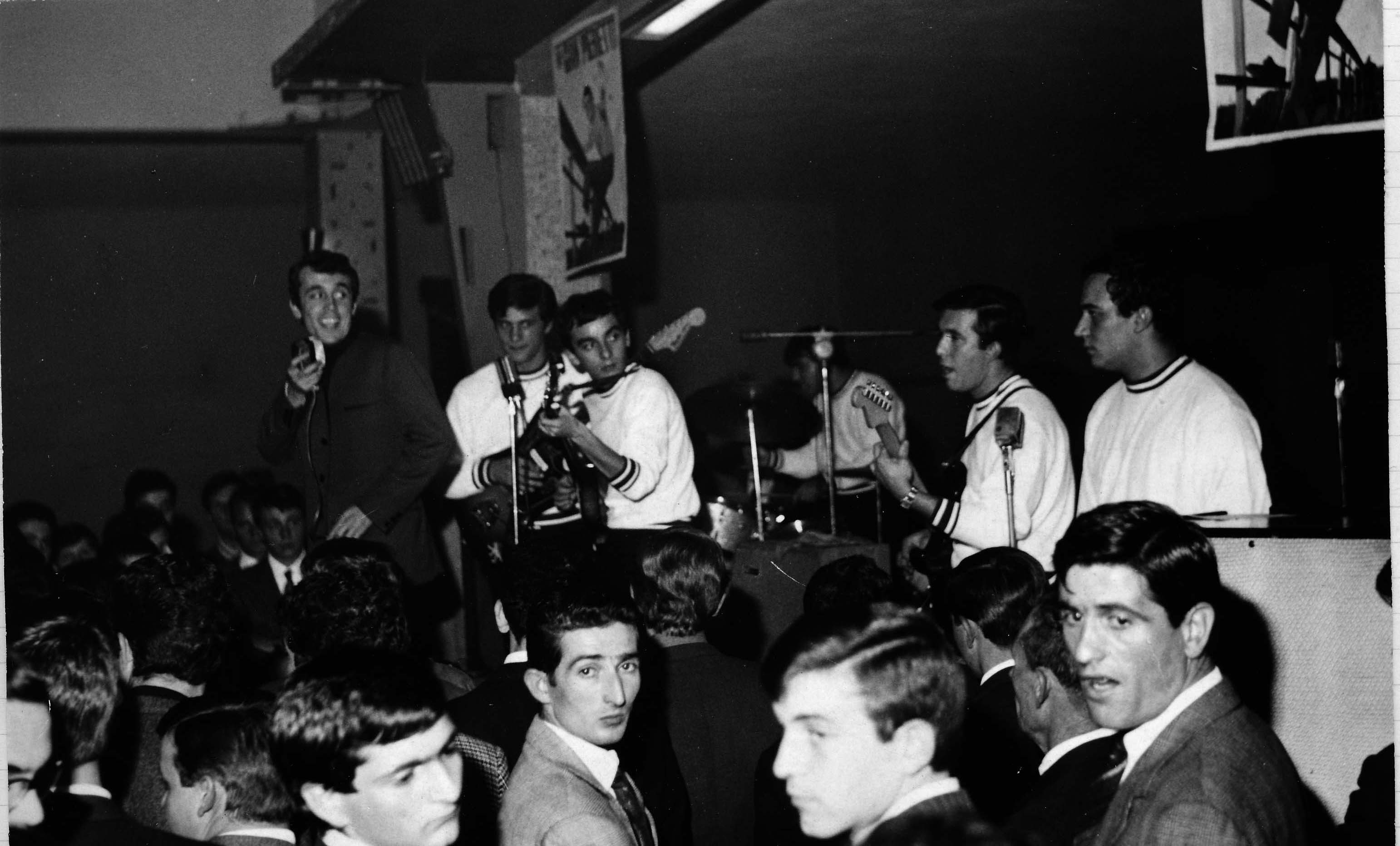
GRIFONI 1964

Durante il 1970 dà vita al gruppo Luci e ombre (prima denominato "Supergruppo"), formazione che presenta due batteristi, fra cui uno dei tanti drummer di Ghigo, Gianfranco Dapieve. La formazione presenta sette elementi con chitarre e fiati, esordiscono al Pozzo di Monza e nel 1971 sono invitati a esibirsi presso l'ambasciata svizzera ed altri luoghi in vista.

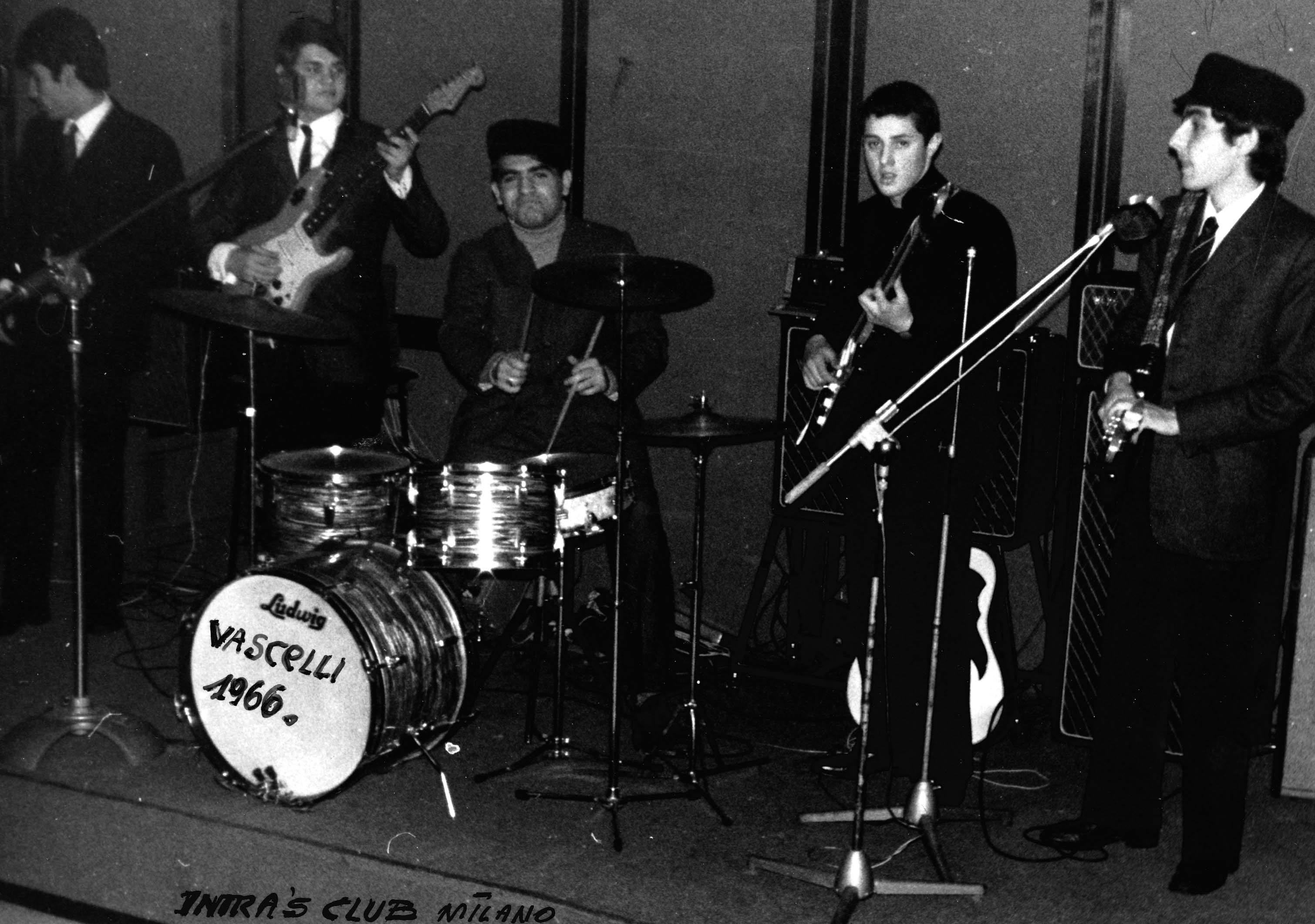
I VASCELLI 1965

Ancora con Ghigo in veste di chitarrista aggiunto o sostitutivo nel trio Black Sunday Flowers , partecipa sino al 1974, alle edizioni del festival di Re Nudo ed altre incisioni. Parallelamente, dal '68 al '70 è con Larry Nocella, Tullio De Piscopo, Mario Rusca e Joe Cusumano presso il Capolinea di Giorgio Vanni.

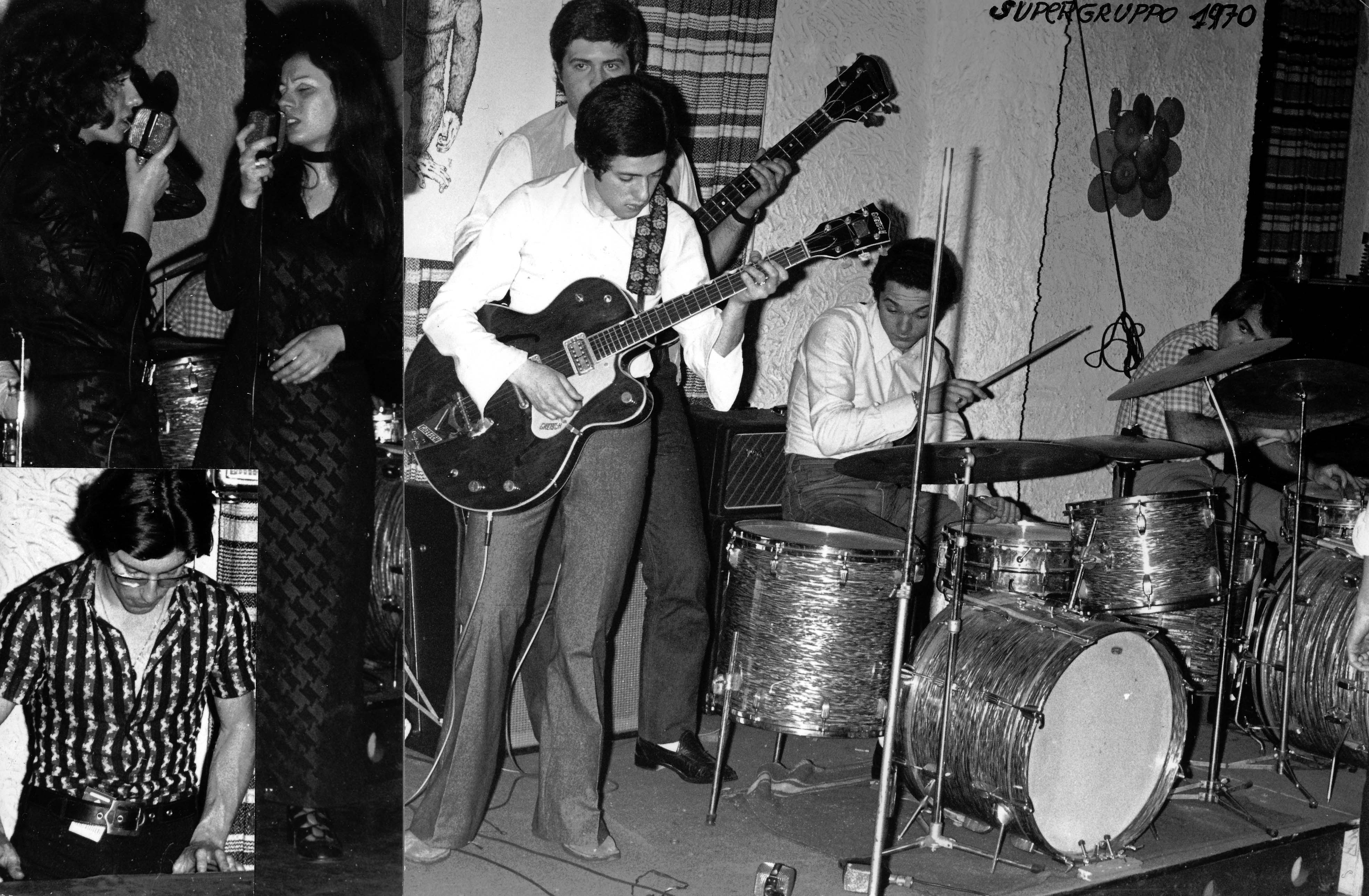
Luci e ombre 1970 (ex "Supergruppo")

Per qualche anno, dal 1972 è con Giorgio Vanni presso il Teatro Tenda di Milano; lì per anni suona con Joe Cusumano, Giovanni Monteforte, Paolo Tomelleri e ancora Mario Rusca. Presso quel teatro, non mancano numerose serate di beneficenza per l'istituto dei tumori.

GIANNI SIVIERO & FRIZZO 1978

Nel medesimo periodo, si alterna con il Joe Cusumano Quartet ai grandi raduni jazz di Pieve Porto Morrone e al Nautilus di Gallarate, poi ancora con il trio composto da Livio Sanfilippo (ex Ghigo) e Pino Matteucci (ex Balordi). Durante gli anni ottanta è con Roberto Giuliani e Mauro Culotta.
In episodi riservati al pubblico selezionato, nel 2003 e 2005 suona con jazzisti internazionali in occasione dei compleanni centenari di Vittorio Giuliani, con Franco Cerri, Gino Mescoli e Bruno De Filippi presso la casa di Giuseppe Verdi di Milano (presente in scena il figlio Roberto), con direzione orchestrale di Giulio Libano. Anche live privati richiesti dal noto oncologo Gianni Ravasi, con Cerri, De Filippi, Rusca, insieme ai cabarettisti Marisa Rampin e Armando Celso (detto l"ossario" quando lavorava con Teocoli e Boldi).
Attualmente Roberto Frizzo si esibisce con un gruppo jazz milanese, il Sestetto Caravan, fondato da esso nel 1996 e composto da Marco Giambelli (piano), Rossana Ruffini (voce), Marco Bartolucci (batteria), Ezio Allevi (Sax) e Daliso Cervesato (basso).
Altri artisti che in carriera reclutarono Roberto Frizzo: Enrico Carbone, Giorgio Benacchio, Angelo Salvador, Sandro Lorenzetti, Paolo Tomelleri, Clem Sacco, Giovanni Monteforte, Sergio Ferraresi, Sandro Boriani, Marco Ricci, Nando De Luca, Alberto Pizzigoni, Salveghi Giuliano, Ettore Lupani, Aldo Campisi, Veronica Vismara, Gianni Siviero, Mike Logan e Eleonora D'Ettole.

## La carriera fotografica
Nel 1968 inizia la sua attività fotografica, è segnalato nelle riviste fotografiche la Rivista dell'immagine, Diaframma, Photo Italiana e anche negli annuari Photography year book e Photography Annual. È grazie all'esperto fotografo Ghigo, che all'inizio degli anni settanta consolida la sua matrice fotografica.
Nel suo curriculum fotografico, per anni è richiesto da editoriali come Belle arti, Zoom, Progresso Fotografico, Fotocamera e altri, lavora assiduamente nel campo dello spettacolo e del reportage a livello europeo.
Durante gli anni ottanta, riesce ad esprimere la sua arte fotografica in diverse mostre italiane ed europee, quali il Quadrangolo di Milano nel 1984, del Meier di Ginevra nel 1985, l'esposizione internazionale di Parigi nel 1986, il festival nazionale dell'Unità di Milano nel 1987, la mostra internazionale di Copenaghen nel 1988, la mostra nazionale in Sicilia nel 1989.
La predilezione per la foto artistica gli permette di essere recensito favorevolmente da affermati critici della fotografia, dei quali Giuliana Scimè, Giuseppe Turroni, Elena Mantaut e lo stesso Ghigo Agosti, all'epoca titolare di una agenzia foto giornalistica al servizio della Arnoldo Mondadori Editore, Rizzoli, Rusconi e altri editori.
Nella sua carriera è anche uno studioso di antiquariato.

## Discografia

### Con Gian Pieretti
- 1963 - Perduto amor/Uno strano ragazzo (45 giri, Vedette, vvn 33074; pubblicato con il nome Perry)
- 1964 - Ciao (mai più la vedrò)/C'era un bel sole (45 giri, Vedette, vvn 33079)
- 1965 - Aiutami tu (santa Maria)/Senza te (45 giri, Vedette, vvn 33084)

### Con Ghigo Agosti
- 1966 Memphis Tennessee/Day dream (singolo edito in: Ghigo e i goghi "The originals" 1995 - 33 giri)
- 1968 l'Orsacchiotto nero/la Boutique (singolo - Rico Agosti)
- 1971 Madness/Hot rock (singolo - Black Sunday Flowers)

### Pieve Porto Morrone Jazz
- 1973 Raccolta live artisti vari (33 giri ed.Re Nudo - tiratura limitata 500 copie)

### Con Rossana Ruffini
- 2004 Jazz Collection Volume I
- 2006 Jazz Collection Volume II

### Con Ghigo Agosti
- 2006, Route 66 (cd - May Gaar)
- 2006, Fly to the moon (cd - May Gaar)
- 2006, The nearness of you (cd - May Gaar)
- 2006, That's all (cd - May Gaar)
- 2006, Stella by starlight (cd - May Gaar)